# Ágyú (heraldika)

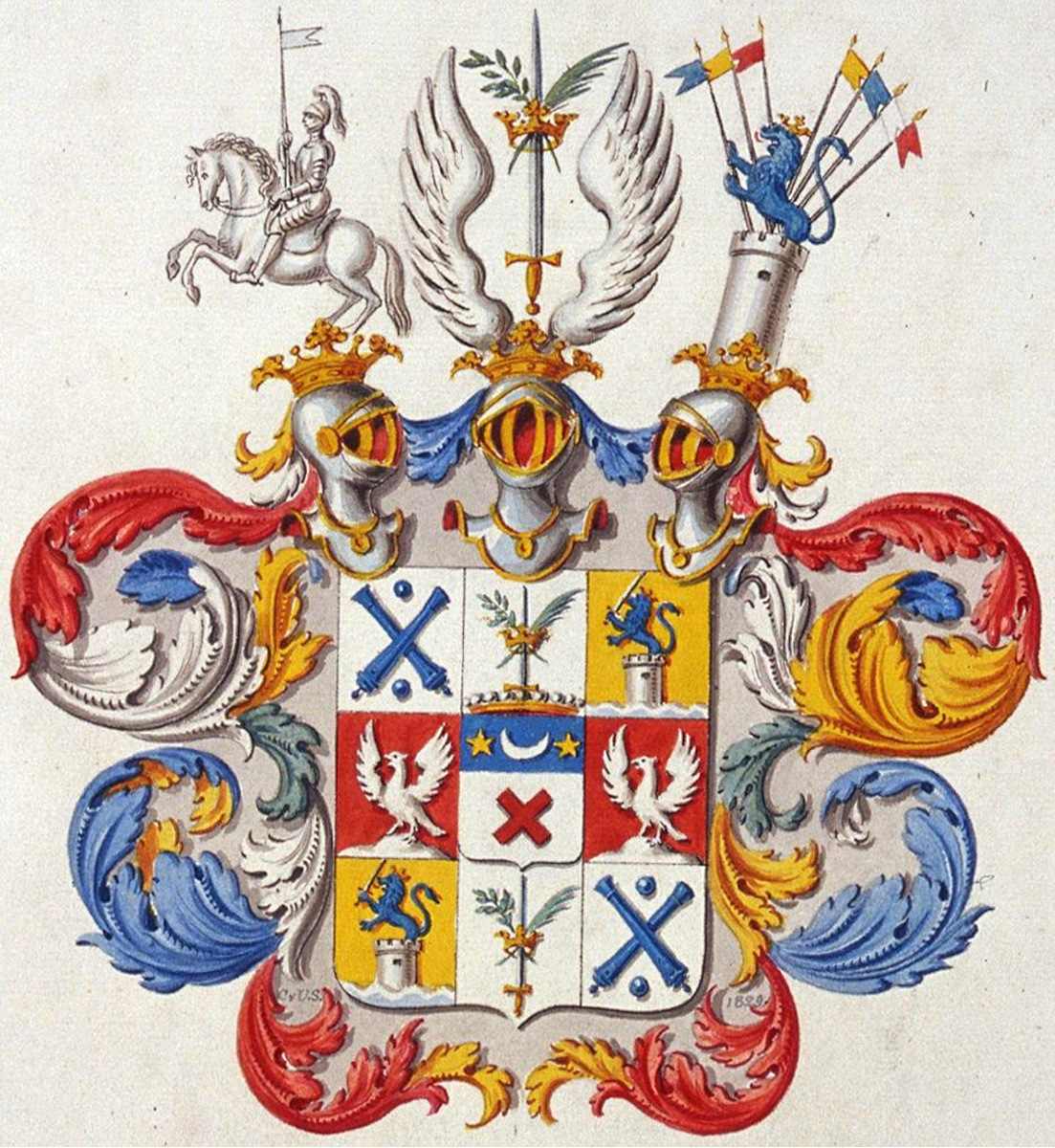
Ágyúk a svéd De la Gardie család címerében

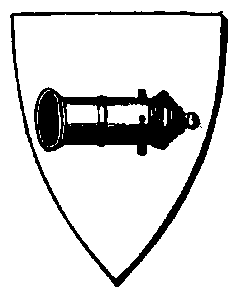
Rövid ágyú

Az ágyú a címerképek közé tartozó heraldikai jelkép.

## Az ágyúhasználat kezdetei
Az ágyú kezdetben a várostromnál használt tűzfegyver, a falak megbontására, később az ellenfél hadrendjének szétzilálására is alkalmazták a csatatéren. Ezáltal egy új fegyvernem, a tüzérség került bevezetésre a hadviselésben és a hadihajókat is ágyúkkal szerelték fel. Elterjedését a puskapor felfedezése, majd európai gyártása tette lehetővé. Ezért főleg a holt heraldika korától kezd feltűnni a címereken.

## Az ágyú mint címerkép
A brandenburgi von Brösigke család címerében gyógyszerészmozsár (de: Apothekermörser) látható, mert ezt a családot a 13. században a puskapor feltalálásáért nemesítették meg, és a többi német címerben látható mozsár is általában edény és nem löveg. Mozsárágyú (németül: Mörser, militarische Mörser) van viszont a Luckner grófok címerében.
Az ágyú különösen az orosz és a svéd, valamint a napóleoni heraldikában fordul elő, Közép-Európában viszonylag ritka, mint címerkép. Inkább csak a
címer külső díszei közé tartozó trófea része, ahol a pajzs alatt a hanyatló heraldikában a többi fegyverrel együtt gyakran szerepelnek ágyúk és felhalmozott ágyágolyók is, a címerviselő hadi érdemeinek kifejezésére. Modern ágyúcsövek láthatók az 1864-es, 1866-os, 1870-71-es háborúkban megnemesített porosz tüzértisztek címereiben.